# Shibganj (Nawabganj)
Shibganj è un sottodistretto (upazila) del Bangladesh situato nel distretto di Chapai Nawabganj, divisione di Rajshahi. Si estende su una superficie di 525,43 km² e conta una popolazione di  378.700 abitanti (censimento 2011).